# Parque nacional de los Campos Gerais
El Parque Nacional Campos Gerais, que se encuentra en el estado de Paraná, es una Unidad de Conservación de Brasil. Se encuentra ubicado en la región centro-este Paranaense. Forma parte del conjunto de Parques nacionales de Brasil administrados por Instituto Chico Mendes para la Conservación de la Biodiversidad.
El Parque Nacional fue creado por el Decreto Federal del 26 de marzo de 2006 con objeto de preservar los ambientes naturales destacando en ella los restos de bosques de Araucaria y campos del sur, llevar a cabo la investigación científica y el desarrollo de la educación ambiental y el ecoturismo .
Tiene una superficie total de 21.500 hectáreas y cuenta con enormes formaciones rocosas, que impresionan por sus formas en un campo de verdes praderas. También se puede ver a través de los petroglifos del parque.
Uno de sus más famosos lugares de interés turístico es la cascada  Buraco do Padre, especie de anfiteatro subterráneo con 30 metros de diámetro, donde hay una cascada con 45 metros. En sus paredes, proliferan las plantas de roca. El parque es ideal para practicar senderismo.